# Віра Сандберг
Віра Хельфрід Вікторія Сандберг ( нар. 23 травня 1895 року, ферма Вішалки, Юнгбю, Швеція  — 24 грудня 1979, Стокгольм, Швеція) — шведський інженер. У 1917 році вона стала першою інженеркою в Швеції.

## Біографія
Віра Сендберг виросла у Льонґахьонес в парафії Асарума в Блекінге. Під час свого виховання родина керувала паперовою фабрикою Льонґхен. Млин був успадкований з материної сторони.
Коли вона почала працювати в Технічному університеті Чалмерсі в 1914 році, вона була єдиною жінкою серед 500 чоловіків-чалмеристів. В 1917 році вона здала екзамен з хімії. Після чого працювала в AB скандинавському НПЗ в Партілі, нафтовому заводі в Карлсхамні, гумовій фабриці в Хельсінгборзі і, нарешті, в Зіверці Кабельверк в Сундбюберзі.
На кабельному заводі Зіверца Віра Сендберг працювала до свого шлюбу в 1937 році з Рагнаром Ресаре, який був вдівцем і батьком п'яти синів. Сім'я оселилася в Сторфорс у Вермланд, де Ресаре був інженером на заводі. У зв'язку з шлюбом вона закінчила професійне життя. Чоловік помер у 1950 році, а Віра Сандберг переїхала до Карлстада, а потім до Стокгольма. Вона померла в 1979 році.

## Вшанування пам'яті
Іменем Віри Сендберг названі:
- Chalmersspexet Vera
- Віра Сандбергс проспект, біля площі Каплиці в Гетеборзі
- Одна з повітряних куль Чалмерса[5]
- Конференц-зал на 3 поверсі в будівлі хору Чалмерса
- табір Віри,[6] який є технологічним уїк-ендом для дівчаток,
- Команда Чалмерса в конкурсі Eco Marathon [Архівовано 28 листопада 2015 у Wayback Machine.]: Chalmers Vera Team [Архівовано 2 жовтня 2019 у Wayback Machine.]
- Вулиця Віри Сендберг у Юнгбі